# Craignish Castle

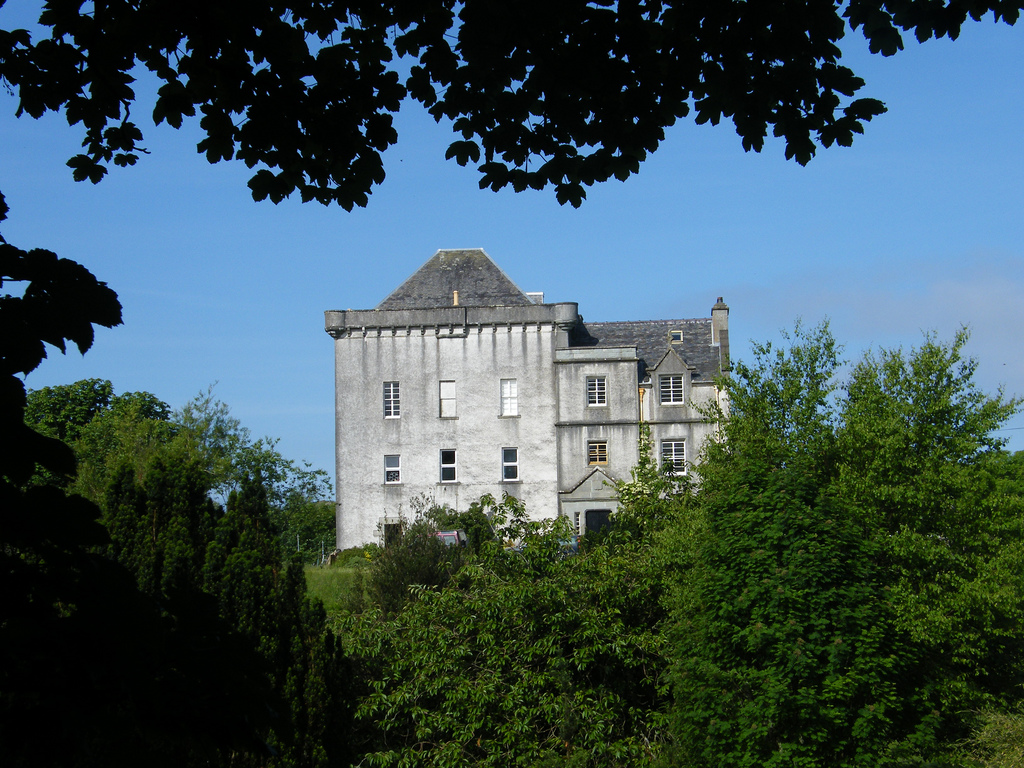
Craignish Castle

Craignish Castle ist eine ehemalige Burg und Landhaus bei Ardfern in der schottischen Council Area Argyll and Bute. Das Bauwerk ist als Denkmal der Kategorie B eingestuft.
Die ursprüngliche Burg wurde Anfang des 16. Jahrhunderts errichtet und bestand im Wesentlichen aus einem schlichten Tower House mit einer Grundfläche von 12,7 × 10,2 Metern, das auf freistehendem Felsen errichtet wurde. 1510 ist Ranald MacCallum als erblicher Keeper von Craignish Castle belegt. Lairds der feudalen Baronie Craignish war seit dem 12. Jahrhundert das jeweilige Oberhaupt einer Nebenlinie des Clan Campbell (Campbells of Craignish and Jura). 1544 fiel Craignish an Archibald Campbell, 4. Earl of Argyll, den Chief der Hauptlinie der Clan Campbell. Die Burg soll einer sechswöchigen Belagerung durch Colkitto MacDonald (1570–1647) standgehalten haben.
Um 1837 wurde das Tower House vom Architekten David Bryce (1803–1876) zu einem Landsitz im Scottish-Baronial-Stil ausgebaut um Anbauten erweitert. Vermutlich in den 1850er Jahren wurde Craignish Castle an Frederick Charles Trench-Gascoigne (1814–1905) und seine Gattin Mary Isabella Oliver-Gascoigne (1810–1891) verkauft. Isabella hatte 1843 als Teilerbin der Familie Gascoigne das Anwesen Parlington Hall in Yorkshire geerbt.
1941 wurde Craignish Castle als Heim für aus Glasgow evakuierte Kinder requiriert.
In der Folgezeit wurde Craignish Castle renoviert und ein Teil der Anbauten sowie runinöse Reste von Wehranlagen abgerissen. Craignish Castle besteht heute aus dem Tower House sowie einem dreigeschossigen Anbau. Es ist heute in Apartments aufgeteilt, die sich in privater Hand befinden.